# Bret Saberhagen
Bret William Saberhagen (Chicago Heights, Illinois, 11 de abril de 1964), más conocido como Bret Saberhagen, es un exjugador profesional estadounidense de béisbol que se desempeñó en la posición de lanzador en las Grandes Ligas de Béisbol (MLB). Logró obtener un Guante de Oro.

## Carrera
Saberhagen jugó como profesional ocho temporadas en Kansas City Royals (1984-1991), después pasó a New York Mets (1992-1995), luego a Colorado Rockies (1995), posteriormente a Boston Red Sox, donde jugó cuatro temporadas (1997-1999, 2001), y fue el equipo en el que se retiró.

## Premios
Fue galardonado con el Guante de Oro en una oportunidad (1989).